# Trioceros camerunensis
Trioceros camerunensis là một loài thằn lằn trong họ Chamaeleonidae. Loài này được Müller mô tả khoa học đầu tiên năm 1909.